# Pilocrocis sororalis
Pilocrocis sororalis là một loài bướm đêm trong họ Crambidae.